# Веттерау
Веттерау (нем. Wetteraukreis) — район в Германии. Центр района — город Фридберг. Район входит в землю Гессен. Подчинён административному округу Дармштадт. Занимает площадь 1102 км². Население — 298,2 тыс. чел. (2010). Плотность населения — 271 человек/км².
Официальный код района — 06 4 40.
Район подразделяется на 25 общин.

## Города и общины
1. Бад-Фильбель (31 695)
2. Бад-Наухайм (31 129)
3. Фридберг (27 950)
4. Буцбах (24 984)
5. Карбен (21 841)
6. Бюдинген (21 236)
7. Нидда (17 614)
8. Росбах (12 192)
9. Альтенштадт (11 933)
10. Вёльферсхайм (9811)
11. Ниддаталь (9243)
12. Ортенберг (9003)
13. Флорштадт (8626)
14. Гедерн (7537)
15. Райхельсхайм (6758)
16. Вёльштадт (6159)
17. Обер-Мёрлен (5822)
18. Эхцелль (5819)
19. Мюнценберг (5576)
20. Лимесхайн (5398)
21. Ранштадт (4944)
22. Роккенберг (4096)
23. Глаубург (3104)
24. Кефенрод (2872)
25. Хирценхайн (2818)

(30 июня 2010)